# Liste des compagnies aériennes du Kenya
 (mai 2021).
La mise en forme du texte ne suit pas les recommandations de Wikipédia : il faut le « wikifier ».
Les points d'amélioration suivants sont les cas les plus fréquents :
- Les titres sont pré-formatés par le logiciel. Ils ne sont ni en capitales, ni en gras.
- Le texte ne doit pas être écrit en capitales (les noms de famille non plus), ni en gras, ni en italique, ni en « petit »…
- Le gras n'est utilisé que pour surligner le titre de l'article dans l'introduction, une seule fois.
- L'italique est rarement utilisé : mots en langue étrangère, titres d'œuvres, noms de bateaux, etc.
- Les citations ne sont pas en italique mais en corps de texte normal. Elles sont entourées par des guillemets français : « et ».
- Les listes à puces sont à éviter, des paragraphes rédigés étant largement préférés. Les tableaux sont à réserver à la présentation de données structurées (résultats, etc.).
- Les appels de note de bas de page (petits chiffres en exposant, introduits par l'outil «  Source ») sont à placer entre la fin de phrase et le point final[comme ça].
- Les liens internes (vers d'autres articles de Wikipédia) sont à choisir avec parcimonie. Créez des liens vers des articles approfondissant le sujet. Les termes génériques sans rapport avec le sujet sont à éviter, ainsi que les répétitions de liens vers un même terme.
- Les liens externes sont à placer uniquement dans une section « Liens externes », à la fin de l'article. Ces liens sont à choisir avec parcimonie suivant les règles définies. Si un lien sert de source à l'article, son insertion dans le texte est à faire par les notes de bas de page.
- La présentation des références doit suivre les conventions bibliographiques. Il est recommandé d'utiliser les modèles {{Ouvrage}}, {{Chapitre}}, {{Article}}, {{Lien web}} et/ou {{Bibliographie}}. Le mode d'édition visuel peut mettre en forme automatiquement les références.
- Insérer une infobox (cadre d'informations à droite) n'est pas obligatoire pour parachever la mise en page.

Pour une aide détaillée, merci de consulter Aide:Wikification.
Si vous pensez que ces points ont été résolus, vous pouvez retirer ce bandeau et améliorer la mise en forme d'un autre article.
 (novembre 2022).
Liste des compagnies aériennes opérant actuellement au Kenya :
| Airline                         | Image | IATA | ICAO | Indicatif d'appel | Hub(s)                              | Notes                            |
| ------------------------------- | ----- | ---- | ---- | ----------------- | ----------------------------------- | -------------------------------- |
| 748 Air Services                |       | -    | SVT  | -                 | Jomo Kenyatta International Airport |                                  |
| Aberdair Aviation               |       | -    | -    | -                 | Wilson Airport (Kenya)              |                                  |
| Aero-Pioneer Group              |       | -    | -    | -                 | Wilson Airport (Kenya)              |                                  |
| Acariza Aviation                |       | -    | -    | -                 | Wilson Airport (Kenya)              |                                  |
| AD Aviation Aircharters         |       | -    | -    | -                 | Wilson Airport (Kenya)              |                                  |
| Aeronav Air Services            |       | -    | -    | -                 | Wilson Airport (Kenya)              |                                  |
| AeroSpace Consortium            |       | -    | -    | -                 | Jomo Kenyatta International Airport |                                  |
| African Express Airways         |       | XU   | AXK  | EXPRESS JET       | Jomo Kenyatta International Airport |                                  |
| Air Direct-Connect              |       | DQ   | DCP  |                   | Jomo Kenyatta International Airport |                                  |
| Airkenya Express                |       | P2   | XAK  | SUNEXPRESS        | Wilson Airport (Kenya)              |                                  |
| Airlink (Kenya)                 |       | -    | -    | -                 | Wilson Airport (Kenya)              |                                  |
| AirTraffic Africa               |       | -    | -    | -                 | Wilson Airport (Kenya)              |                                  |
| ALS - Aircraft Leasing Services |       | -    | -    | -                 | Wilson Airport (Kenya)              |                                  |
| Astral Aviation                 |       | 8V   | ACP  | ASTRAL CARGO      | Jomo Kenyatta International Airport |                                  |
| Avro Express                    |       | -    | -    | -                 | Wilson Airport (Kenya)              |                                  |
| Blue Bird Aviation (Kenya)      |       | -    | BBZ  | COBRA             | Wilson Airport (Kenya)              |                                  |
| Blue Sky Aviation Services      |       | -    | SBK  | MAWINGU           | Mombasa Moi International (MBA)     |                                  |
| Capital Airlines (Kenya)        |       | -    | CPD  | -                 | Wilson Airport (Kenya)              |                                  |
| DAC Aviation                    |       | JX   | -    | -                 | Wilson Airport (Kenya)              |                                  |
| Fly540                          |       | 5H   | FFV  | SWIFT TANGO       | Jomo Kenyatta International Airport |                                  |
| Eastafrican.com                 |       | B5   | EXZ  | -                 | Jomo Kenyatta International Airport |                                  |
| Freedom Airline Express         |       | 4F   | FDT  | FREEDOM EAGLE     | Wilson Airport (Kenya)              |                                  |
| Global Airlift                  |       |      |      | -                 | Wilson Airport (Kenya)              |                                  |
| Great Airways                   |       |      | -    | -                 | Jomo Kenyatta International Airport |                                  |
| Jambojet                        |       | JM   | -    | -                 | Jomo Kenyatta International Airport |                                  |
| Jetways Airlines                |       |      | JWX  | JETWAYS           | Wilson Airport (Kenya)              |                                  |
| Jubba Airways (Kenya)           |       | 3J   | JBW  | -                 | Jomo Kenyatta International Airport |                                  |
| KASAS                           |       |      |      |                   | Wilson Airport (Kenya)              |                                  |
| Kenya Airways                   |       | KQ   | KQA  | KENYA             | Jomo Kenyatta International Airport |                                  |
| Silverstone Air                 |       |      |      |                   | Wilson Airport (Kenya)              |                                  |
| Timbis Air                      |       | 2T   | TBS  | -                 | Jomo Kenyatta International Airport |                                  |
| Tubania Aviation Group          |       |      |      |                   | Wilson Airport (Kenya)              |                                  |
| Knight Aviation                 |       |      |      |                   | Wilson Airport (Kenya)              |                                  |
| LadyLori                        |       |      |      |                   | Wilson Airport (Kenya)              |                                  |
| Mombasa Air Safari              |       |      | RRV  | SKYROVER          | Mombasa Moi International (MBA)     |                                  |
| Pan African Airways             |       |      |      |                   | Jomo Kenyatta International Airport |                                  |
| Phoenix Aviation (Kenya)        |       |      |      |                   | Wilson Airport (Kenya)              |                                  |
| Queensway Air Services          |       |      |      |                   | Wilson Airport (Kenya)              |                                  |
| Reliance Air Charters           |       |      |      |                   | Wilson Airport (Kenya)              |                                  |
| Ribway Cargo Airlines           |       |      |      |                   | Jomo Kenyatta International Airport |                                  |
| Safari Express Cargo            |       | ZF   |      |                   | Jomo Kenyatta International Airport |                                  |
| Safarilink Aviation             |       | -    | XLK  | SAFARILINK        | Wilson Airport (Kenya)              |                                  |
| Safe Air (Kenya)                |       | K3   | SAQ  |                   | Wilson Airport (Kenya)              |                                  |
| Skytrail Air Safaris            |       |      |      |                   | Bamburi (BMQ)                       |                                  |
| Skyward Express                 |       | OW   | SEW  |                   | Wilson Airport (Kenya)              | [ 1 ]                            |
| Solenta Aviation Kenya          |       |      |      |                   | Jomo Kenyatta International Airport |                                  |
| Tamarind Air                    |       |      |      |                   | Jomo Kenyatta International Airport |                                  |
| Transworld Safaris              |       |      |      |                   | Wilson Airport (Kenya)              |                                  |
| Trident Aviation                |       |      |      |                   | Wilson Airport (Kenya)              | Z. Boskivic air charters limited |